# 에이치PE
에이치PE 혹은 H프라이빗에쿼티(영어: H Private Equity)는 대한민국의 사모펀드이다.

## 역사
2022년부터 블라인드펀드를 조성하기 시작했으며, 최근 3000억 원 규모의 블라인드펀드를 결성하였다.

## 투자
- 폴라리스쉬핑: 총 4600억 원을 투자했다.
- ITM반도체: 282억 원 규모의 프로젝트 펀드를 조성하여 ITM반도체에 투자하였다.
- 롯데글로벌로지스: 상장을 전제로 2017년 약 3000억 원을 투자했다.[3]
- 디오[4][5]
- 글루가